# Zinc, Arkansas
Zinc là một thị trấn thuộc quận Boone, tiểu bang Arkansas, Hoa Kỳ. Năm 2010, dân số của thị trấn này là 103 người.

## Dân số
- Dân số năm 2000: 76 người.
- Dân số năm 2010: 103 người.